# José Gil Gil
José Gil Gil (Barxa, Nieves, Pontevedra, 3 de abril de 1870 - 1 de enero de 1937) fue un fotógrafo y director de cine español. Figura relevante del cine pionero, surgido en el primer tercio del siglo XX, a él se deben gran cantidad de obras de carácter documental, una de las mejores fuentes para conocer la Galicia de su época.

## Trayectoria
Se estableció como fotógrafo en Mondariz. A partir de 1899 residió en Orense, y desde 1905 en Vigo, primero en la calle Carral y, a continuación, en la calle del Príncipe. Formó parte de la redacción de la revista Vida Gallega desde su fundación en 1909 y fue su director artístico. Pionero del cine, comenzó a rodar películas en 1907, la primera simplemente para darle publicidad a su estudio fotográfico, pero pronto empezó a hacer películas y documentales centrados en Vigo. En 1911 pagó un anuncio en la prensa en Vigo, en la que se ofrecieron a hacer documentales en 24 horas. Tenía un laboratorio que podría tardar una hora en el revelado. También tuvo otros negocios, como la representación en Vigo de la casa Ford. Incluso arregló un automóvil equipado como un laboratorio para revelar la película que filmaba en cualquier ciudad.
Gil fue también el primero que, en 1916, filmó una película de ficción en Galicia: Miss Ledyia, con un argumento en el que no faltaban espionajes y persecuciones. En la película, filmada en la Isla de La Toja, apareció como señuelo Castelao.
Gil inventó el llamado cine de correspondencia, en el que las imágenes se usan como si fueran cartas o tarjetas postales. Sus películas se distribuyeron por América del Sur, gracias a la inmigración gallega. Nuestras fiestas de allá es la más conocida. En 1922 fundó la compañía de producción Pablo Cinegráfica, que a partir de 1929 llevó a cabo noticieros para el, la llamada Revista de Galicia. Se estima que se produjeron más de 150 películas.

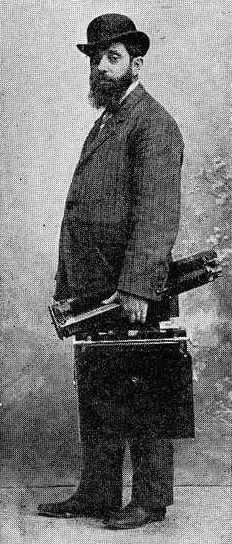
Retrato en Vida Gallega.

Sus tres hijas enfermaron de tuberculosis y la muerte de los dos de ellas sumieron al empresario en una honda depresión.
Murió arruinado y olvidado en 1937 y está enterrado en el cementerio de Pereiró, en Vigo, donde una calle lleva su nombre.

## Galería de imágenes
|                                                         |
| Reverso de un retrato en la época orensana (1899-1905). |

| |
| Redacción de Vida Gallega, 1909. Gil, Juan Tato Lens, Solá, Julián García Larrú y Julián Iglesias. |

|                                              |
| Necrológica en el diario Faro de Vigo, 1937. |

## Otros artículos
- Cine de Galicia